# Adam Chaplin
 (juillet 2023).
Pour plus de détails, voir Fiche technique et Distribution.
Adam Chaplin ou Adam Chaplin : Le Vengeur sanglant est un film d'horreur-action italien réalisé par Emanuele De Santi et co-réalisé par Giulio De Santi sorti en 2011 uniquement en direct-to-video. Il est le premier film de la société de production Necrostorm spécialisée dans les films d'horreur ultra-gore à faible budget.

## Synopsis
L'histoire se déroule dans la ville dystopique de Heaven Valley, Adam est un homme tourmenté par la mort brutale de sa femme, Emilly, tuée par le chef de la mafia locale, l'horrible Denny Richard, pour une simple histoire de dettes. Adam désespéré finit par invoquer un démon nommé Démonio avec qui il pactise. Démonio donne à Adam des pouvoirs surhumains dont une force inimaginable, tout en lui promettant de ramener à la vie Emilly. Adam se lance alors dans une vendetta d'une violence extrême contre tous ceux qu'il considère comme des alliés de Denny. Que ce soient des sbires ou ses hommes de main, ou même la police corrompue, s'ensuit une escalade de violence sans fin dans un monde où l'espoir n'existe pas.

## Fiche technique
- Titre : Adam Chaplin
- Titre complet : Adam Chaplin : Le Vengeur Sanglant
- Réalisation : Emanuele De Santi, Giulio De Santi
- Scénario : Emanuele De Santi, Giulio De Santi
- Production : Emanuele De Santi, Giulio De Santi
- Musique : Emanuele De Santi
- Photographie : Emanuele De Santi
- Costumes : Johanna Munoz
- Maquillage : Cinzia Paffella, Giovanni D.
- Département Artistique : Secret Plant
- Département du Son : Razzaw
- Effets Spéciaux : Emanuele De Santi
- Effets Visuel : Giulio De Santi, Piranhasoldier, Marco Obov
- Cascade : Simone Benson, Alessia Knox, Richard Maltini, Sandro Piram, Maximilian Roxin, Manuel Spazio, Pablo Torquetz
- Département Caméra et Électrique : Ferdinando Bazon, Stefan Bergi, Mariagrazia Giorgi, Miguel Signa
- Département Animation : Giulio De Santi, Piranhasoldier
- Pays de Production : Italie
- Langue originale : Italien
- Format : couleur-1.78:1-Dolby Digital-35 mm
- Genre : Horreur-Action
- Durée : 85 minutes
- Date de sortie :    
  - Italie : 30 Septembre 2011
  - France : 19 juin 2013
- Film interdit aux moins de 18 ans lors de sa sortie en Italie

## Distribution
- Emanuele De Santi : Adam Chaplin
- Valeria Saninno : Emily
- Chiara Marfella : Denny RIchard
- Paolo Luciani : Ben
- Wilmar Zimosa : Mike Carrera
- Giulio De Santi : Derek
- Alessandro Gramanti : Clarence

## Accueil critique
Lors de sa sortie en Direct-to-video, Adam Chaplin reçoit des critiques mitigées de la part de la presse spécialisée ainsi que des spectateurs.
Sur SensCritique, le film reçoit la note de 4,9/10. La plupart des spectateurs s'alignent à dire que le plus grand talent du film est son ambiance froide et visuellement hideuse, ainsi que son gore extrême, et que son plus grand défaut est son scénario trop faible et son jeu d'acteur plus que moyen, excepté la prestation d'Emanuele de Santi.
Sur Allociné, le film reçoit la note de 2,1/5. Certaines critiques défendent le film en utilisant l'argument qu'il s'agit du premier film du studio Necrostorm et que c'est un film avec un but simple : divertir. D'autres critiques reprochent au film son trop plein de gore que certains qualifient de malsain ainsi que son ambiance visuelle.

## Influences et répercussions
La plus grande source d'inspiration pour l'univers et le style visuel des combats fut le manga Hokuto no ken (ou par chez nous Ken le Survivant), que ce soit l'univers très semblable à celui d'Hokuto no ken (un univers dystopique et post-apocalyptique) ou le héros (un homme sombre et solitaire en quête de vengeance), ou même le style visuel des combats (des combats à grands coups de rafales de coups de poing à toute vitesse qui explosent les adversaires en morceaux dans une explosion de gore). Tout dans Adam Chaplin fait penser à Hokuto no ken, au point que le film est surnommé par les fans : Ken le Survivant version italienne.
Le film aura comme répercussions de fonder une réputation solide à son studio : Necrostorm, et permettra au studio de se lancer correctement dans le marché du Film d'horreur en Direct-to-video. Les revenus du film leur permettront de sortir un second film un an plus tard nommé Taeter City.

## Impact culturel
Le film se forge une réputation de fer chez les fans de film d'horreur ultra-gore, ainsi que sur le marché du Direct-to-video. Il se fait également une réputation solide sur internet, le film étant partagé en téléchargements par de nombreux internautes. Le film contribue à remettre l'Italie dans le marché du cinéma extrême qui était le genre maître du pays avec des films comme Cannibal Holocaust de Ruggero Deodato, Salò ou les 120 Journées de Sodome de Pier Paolo Pasolini, etc., genre qui depuis le début des années 2000 était devenu le domaine d'expertise du cinéma japonais.

## Suite en cours de développement
Une suite sobrement intitulée Adam Chaplin 2 est en cours de production. Le tournage du film est terminé, et quant au travail de post-production, il est complété à plus de 50%.